# Friedl Kubelka
Friedl Kubelka (* 1946 in London) ist eine österreichische Fotografin, Filmemacherin und bildende Künstlerin. Ihr fotografisches Werk wird dem Wiener Aktionismus zugeschrieben, einer Kunstbewegung im Österreich des 20. Jahrhunderts. Wiederkehrende Themen ihrer Fotografien sind Körperlichkeit, Zeitlichkeit und Serialität.

## Leben
Friedl Kubelka wurde in London als Friedl Bondy geboren, bevor sie mit ihrer Familie nach Ost-Berlin und später Wien zog, wo sie den Großteil ihrer Kindheit verbrachte. Als sie 1958 von ihrem Vater eine Box-Kamera geschenkt bekam, begann sie im Alter von 12 Jahren zu fotografieren. Mit 16 Jahren galt ihr Interesse dem Menschen, Gesichtern und Körpern.
Ihre ersten Filme drehte Friedl Kubelka von 1965 bis 1969 an der Höheren Graphischen Bundes-Lehr- und Versuchsanstalt in Wien. Nach ihrem Diplomabschluss in kommerzieller Fotografie 1971 eröffnete sie ein Wiener Fotostudio, das sie bis 1997 betrieb. Die Filme von Friedl Kubelka zeigen oft Familienmitglieder, Freunde, Kollegen und manchmal fremde Männer.
1972 begann Friedl Kubelka Fotografien von sich selbst in hochwertigen Dessous anzufertigen. Diese Fotos wurden letztlich als ihre „Pin-up Serien“ bekannt und gründeten in Kubelkas Selbstversuch, die Distanz zwischen dem Fotomodell und dem Fotografen zu analysieren. Kubelka sieht in dieser Arbeit eine Verkehrung der Wahrnehmung des Models als exhibitionistisch und des Fotografen als Voyeur und vertritt die Ansicht, dass ein guter Fotograf ihrer Meinung nach durch sein Fotografieren bzw. das Auslösen der Kamera (und damit dem Darlegen seiner „Sehnsucht“) mehr von sich preisgebe als das Model.
Ab 1972 schuf Kubelka ihre Serie „Jahresportraits“. Darin fotografierte sie sich selbst täglich ein Jahr lang und montierte die Fotos auf große Papierblätter, wobei dieser Prozess alle fünf Jahre wiederholt wurde. Die Fotoserie sollte die Vielfalt von Emotionen dokumentieren und einen intimen Blick in ihr Leben als Frau und Künstlerin, später auch als Ehefrau und Mutter gewähren. 1978 heiratete sie Peter Kubelka, einen österreichischen Experimentalfilmer, Theoretiker und Mitgründer des Österreichischen Filmmuseums und änderte ihren Namen von Friedl Bondy zu Friedl Kubelka. Am 21. Oktober 1978 wurde die gemeinsame Tochter Louise Kubelka geboren. Friedl Kubelka begann bereits die ersten Lebenswochen ihrer Tochter fotografisch einzufangen und setzte dies bis zum 18. Geburtstag ihrer Tochter fort. Daraus entstand eine Serie aus 793 Fotografien auf 18 Tafeln, der sie den Titel „Lebensportrait Louise Anna Kubelka“ gab. 1980 begann Kubelka mit einer Serie von Portraits ihrer Mutter, Lore Bondy, die sie „Das tausendteilige Portrait“ nannte. Während der Aufnahmen des „Tausendteiligen Portraits“, das aus vielen Einzelporträts besteht, sollte nichts verändert werden außer die Gedanken des Modells:
Während der einzelnen Sitzungen wurde nichts verändert, außer den Gedanken des Modells. Ihr und mein Stillhalten ermöglichen dem Betrachter, die feinsten Veränderungen in ihrem Gesicht wahrzunehmen.
Das tausendteilige Portrait ist ein photographisches Monument meiner Mutter. Ihre Gedanken streifen Vergangenheit, Gegenwart und Zukunft. Die Gleichheit dieser tausend Abbildungen lässt herkömmliche Beurteilungen nach Alter und Schönheit unwichtig werden. Der Mensch wird sichtbar. Die Zahl 1000 ist ein Symbol aus meiner Kindheit für Wünsche, die nicht erfüllt werden können. Mit dem tausendteiligen Portrait habe ich versucht, meine Sehnsucht nach dem Unmöglichen zu befriedigen. – Friedl Kubelka, 1980
Kubelkas Porträtfotografie umfasst Künstler und Filmemacher wie George Maciunas, Jack Smith, Nam June Paik, Jonas Mekas, Gunvor Nelson, Michael Snow, Mike Kuchar und George Kuchar.
Friedl Kubelka ließ sich 2001 von Peter Kubelka scheiden und heiratete 2009 den Psychologen und Psychoanalytiker Georg Gröller. Anschließend änderte sie ihren Namen in Friedl vom Gröller, verwendet ihren Ehenamen jedoch nicht konsequent.

## Schulen für Fotografie und Film in Wien
1990 gründete Kubelka die Friedl Kubelka Schule für künstlerische Fotografie in Wien. Die Schule war die erste Schule Österreichs, die sich ausschließlich der künstlerischen Fotografie widmete. Die Schule verfügte über Gäste und Lehrende wie Wolfgang Tillmans, Hito Steyerl, Jakob Lena Knebl, Annette Kelm, Prinz Gholam und Maren Lübbke-Tidow. Seit 2010 leitet die Künstlerin Anja Manfredi die Schule.
2006 wurde die Friedl Kubelka Schule für unabhängigen Film von Kubelka gegründet für die Kunst des analogen Filmemachens. Gäste und Lehrende dieser Schule sind bzw. waren unter anderem Ken Jacobs, Robert Beavers, Peter Weibel, Oona Mosna, Kenneth Anger, Peter Tscherkassky, Eve Heller, James Benning und Mark Webber. Die Schulleitung hat aktuell der österreichische Filmemacher und Künstler Philipp Fleischmann inne.

## Ehrungen
2005 erhielt Kubelka den Österreichischen Staatspreis für Fotografie, die höchste Auszeichnung, die von der Republik Österreich für Leistungen auf dem Gebiet der Fotografie verliehen werden kann. 2016 wurde sie mit dem Österreichischen Kunstpreis ausgezeichnet.

## Ausstellungen
Kubelkas Arbeiten wurden unter anderem in Einzelausstellungen im Centre George Pompidou, Paris, der Fotogalerie in Wien und im Niederländischen Fotomuseum in Rotterdam gezeigt. Im Jahr 2020 kuratierte Jürgen Tabor im Museum der Moderne Salzburg eine Ausstellung, die Jahrzehnte von Kubelkas Schaffen umfasste.

## Hauptwerke

### Fotografie
- Jahresportraits (1972/73–2012/13)
- Pin-Ups (1973–1974)
- Reise (Voyage) Bed Series (1974)
- Tagesportraits (1974–1976)
- Passstücke, Franz West (1975)
- Lebensportrait Louise Anna Kubelka (1978–1996)
- Das tausendteilige Portrait (1980)

### Film
- Erwin, Toni, llse. (1968–1969)
- Graf Zokan (Franz West). (1969)
- Peter Kubelka und Jonas Mekas. (1994)
- Eltern: Mutter, Vater. (1997 & 1999)
- Spucken. (2000)
- Psychoanalyse ohne Ethik. (2005)
- Heidi Kim at the W Hong Kong Hotel. (2010)
- La Cigarette. (2011)
- Ich auch, auch, ich auch. (2012)